# Geschiedenis van de auto (1973-1989)
De oliecrisis drukte in 1973 zijn stempel op de geschiedenis van de auto. UItstootnormen werden vastgelegd, en de zuinigheid van een auto werd een belangrijk verkoopargument. Het is de periode waarin Japan haar positie op de wereldautomarkt versterkt, terwijl de Amerikaanse auto-industrie zwaar moet incasseren.Verder blijft ook veiligheid een belangrijk punt, met de introductie van het derde remlicht in 1974, de airbag in 1973 en de ontwikkeling van de crashtest.

## Algemeen

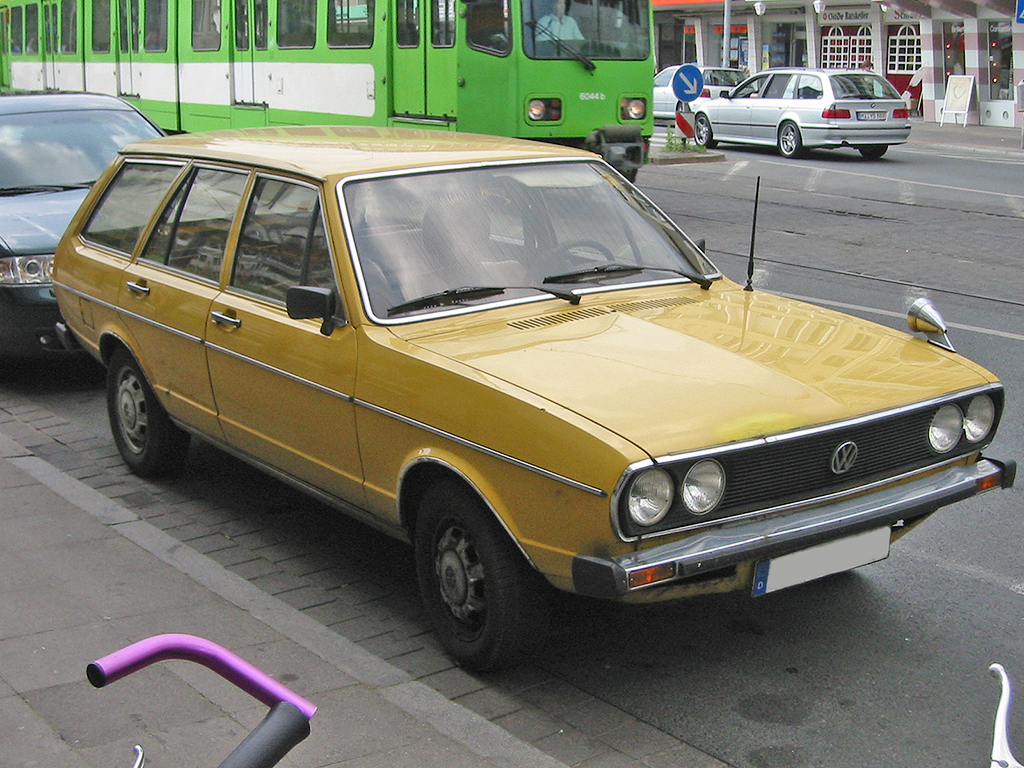
Volkswagen Passat Variant uit 1974.

### Jaren 70
De mentaliteit van de jaren zestig, waarin alles kon, veranderde in de jaren zeventig na het uitbreken van de oliecrisis van 1973. Uitstootnormen werden vastgelegd en de zuinigheid van een automobiel werd een belangrijk verkoopargument. De import van Japanse en Europese auto's, die op dat vlak veel sterker waren dan Amerikaanse, piekte in de Verenigde Staten. De Amerikaanse automobielindustrie ging hier bijna aan ten onder. Verder blijft ook veiligheid een belangrijk punt, met de introductie van het derde remlicht in 1974, de airbag in 1973 en de ontwikkeling van de crashtest.

### Jaren 80
Ook de GTI of Hot hatchback werd in de jaren 80 een heus marktsegment. Naast de Volkswagen Golf, waarmee het segment was ontstaan verschenen ook auto's als de Peugeot 205 GTI en Opel Kadett GSI. Ook de grotere sedans werden uitgerust met grotere motoren, zoals de Ford Sierra Cosworth en Lotus Vauxhall Cavalier.
Een ander segment dat in die periode ontstond was de zogenaamde monovolume. Pioniers in deze grote, ruime wagens waren onder andere Renault met de Renault Espace en Dodge met de Dodge Caravan.
Het begin van de jaren 80 was verder het hoogtepunt van de neo-klassieker. Het waren moderne wagens met het uiterlijk van auto's uit de jaren 30. Op het einde van datzelfde decennium was deze markt echter gemarginaliseerd. In Japan begon aan het eind van de jaren 80 een opleving van hetzelfde idee, maar dan met auto's uit de jaren 50.

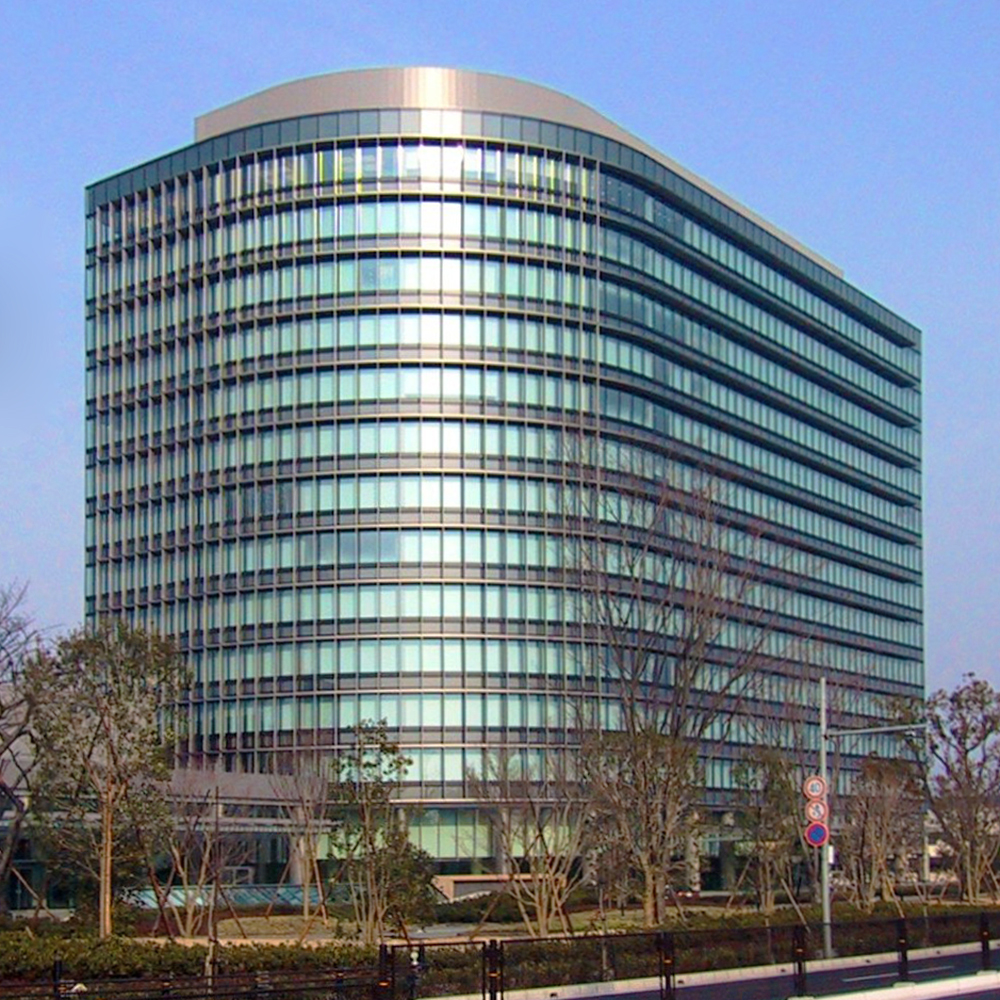
Toyota-hoofdkwartier in Tokio.
Op het einde van 1980 werd Japan tot 's werelds grootste autoproducent uitgeroepen. Van de 48 miljoen wagens die dat jaar gebouwd werden kwamen er 12,7 miljoen uit dat land. Daarbij was ook een kwart van de auto's die in de Verenigde Staten werden verkocht Japans.
De Amerikaanse auto kende nog steeds de zware problemen die waren ontstaan na de Oliecrisis van 1973. Het Chrysler-concern werd van het faillissement gered dankzij een overheidslening van 1,5 miljard dollar (~€ 1,25 miljard). In 1987 was één op de drie verkochte wagens in de VS een geïmporteerde. In het begin van dit decennium vestigden Japanse en Europese autoconcerns ook fabrieken in de VS.

## Ontwikkeling

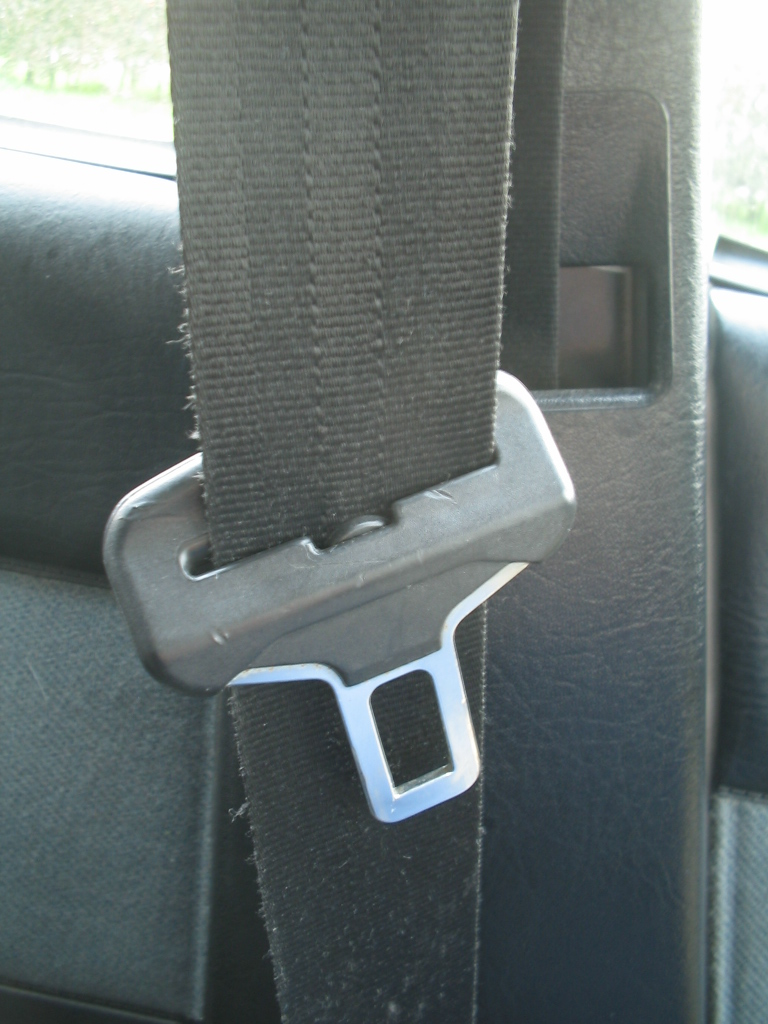
Veiligheidsgordel.

### Veiligheidsgordel
De veiligheidsgordel werd reeds in de 19e eeuw uitgevonden door George Cayley. Sinds 1913 werden ze al toegepast in de luchtvaart en in de jaren dertig werden ze daar standaarduitrusting. Het eerste model voor de automobiel was de AutoCrat-veiligheidsgordel van Bob Ligon. Dit type werd eerst gebruikt door Ford in 1956. In 1959 werd de moderne driepuntsgordel uitgevonden door Nils Bohlin en gestandaardiseerd door Volvo. Volvo registreerde een open patent, waardoor andere constructeurs gebruik konden maken van de uitvinding. De driepuntsgordel is vandaag de dag in de meeste landen verplicht.

### Computer-aided design
Computer-aided design (CAD), Engels voor ontwerpen met behulp van een computer, is software die gebruikt wordt bij het ontwerpen en ontwikkelen van producten waaronder consumentengoederen, machines en bouwconstructies. CAD ontstond in de jaren 60 en deed in het begin van de jaren 80 haar grote intrede in de automobielindustrie. In de jaren 70 werd het op kleine schaal al toegepast.
CAD maakte het onder meer mogelijk dat automotoren veel efficiënter werden; Iets dat na de oliecrises zeer wenselijk was. Het vermogen van de motoren kon behouden worden en zelfs stijgen terwijl hij toch milieuvriendelijker werd.

## Referenties

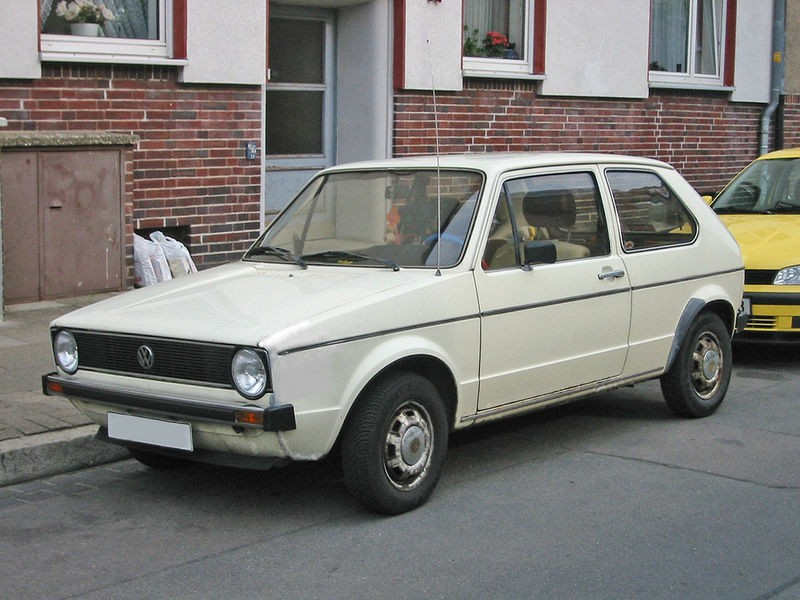
Volkswagen Golf I uit 1974.

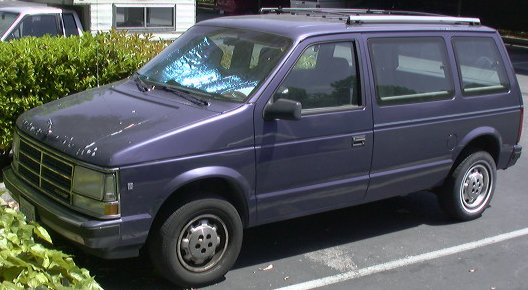
Dodge Caravan I.

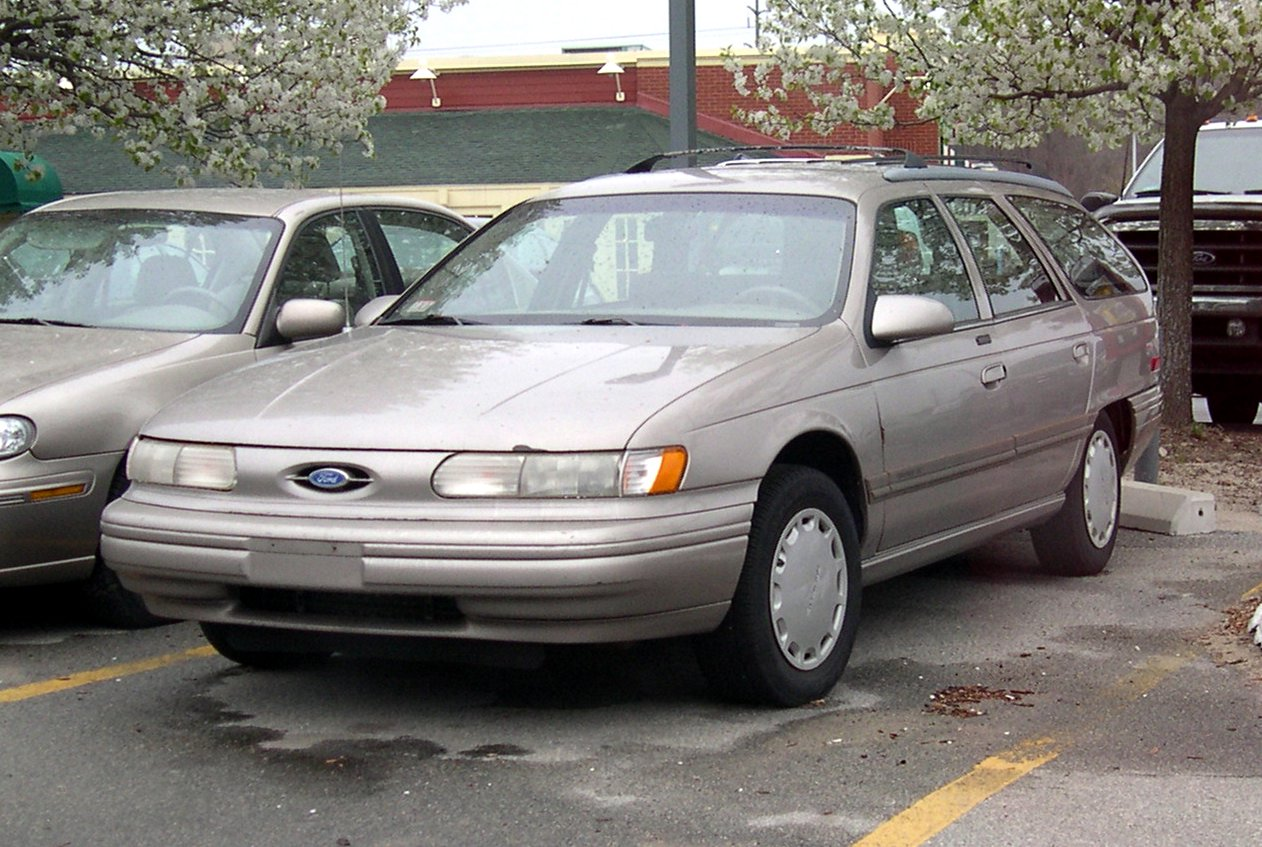
Ford Taurus II.

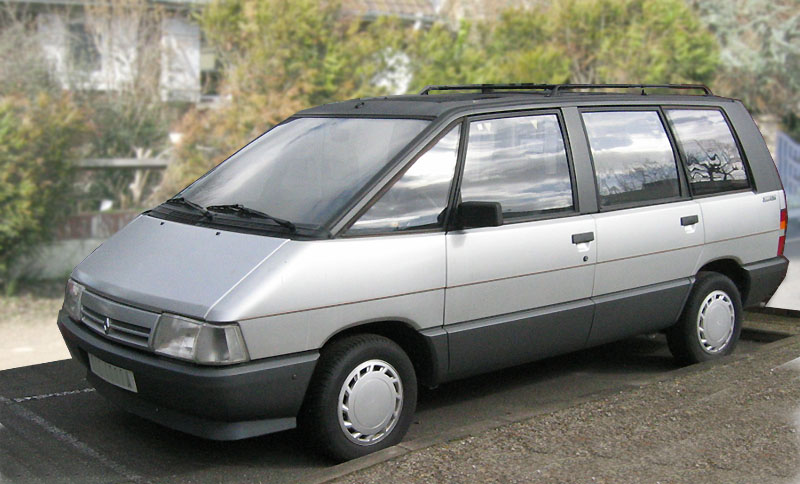
Renault Espace I.

## Autoproductie per jaar
Europa: 1973 · 1974 ·
1975 · 1976 ·
1977 · 1978 ·
1979 · 1980 · 1981 · 1982 · 1983 · 1984 · 1985 · 1986 · 1987 · 1988 · 1989
Amerika:
·
1973 · 1974 ·
1975 · 1976 ·
1977 · 1978 ·
1979 · 1980 · 1981 · 1982 · 1983 · 1984 · 1985 · 1986 · 1987 · 1988 · 1989
Azië: 1973 · 1974 ·
1975 · 1976 ·
1977 · 1978 ·
1979 · 1980 · 1981 · 1982 · 1983 · 1984 · 1985 · 1986 · 1987 · 1988 · 1989
Oceanië en Afrika: 1973 · 1974 ·
1975 · 1976 ·
1977 · 1978 ·
1979 · 1980 · 1981 · 1982 · 1983 · 1984 · 1985 · 1986 · 1987 · 1988 · 1989